# Enoplocerus armillatus
Callipogon armillatus (= Enoplocerus armillatus)  (лат.) — вид жуков-усачей из подсемейства прионин.

## Описание
Длина тела до 134 мм. Тело массивное, крупное, вытянутое, на верхней стороне выпуклое. Бока переднеспинки несут множество шипиков, на её передних и задних углах шипики более крупные, отогнуты назад. Имеются развитые челюсти у самцов. Эпистерны заднегруди сужены кзади. Первый членик усиков удлинен слабо. Боковые края переднеспинки зубчатые.

## Ареал
Распространён в Южной Америке — Аргентине, Боливии, Бразилии, Венесуэле, Гвиане, Колумбии, Панаме, Парагвае, Перу, Суринаме, Французской Гвиане и Эквадоре.